# Devil Point
Devil Point är en udde i Gambia.   Den ligger i regionen Lower River Division, i den centrala delen av landet, 100 km öster om huvudstaden Banjul.
Terrängen inåt land är platt. Runt Devil Point är det ganska tätbefolkat, med 129 invånare per kvadratkilometer. Närmaste större samhälle är Farafenni, 11,2 km norr om Devil Point. Trakten runt Devil Point består huvudsakligen av våtmarker.